# محوطه ده کهنه چیلک
محوطه ده کهنه چیلک در شهرستان قروه، بخش دهگلان، روستای چیلک واقع شده و این اثر در تاریخ ۱۱ مرداد ۱۳۸۴ با شمارهٔ ثبت ۱۲۶۸۳ به‌عنوان یکی از آثار ملی ایران به ثبت رسیده است.